# Конус воздухозаборника

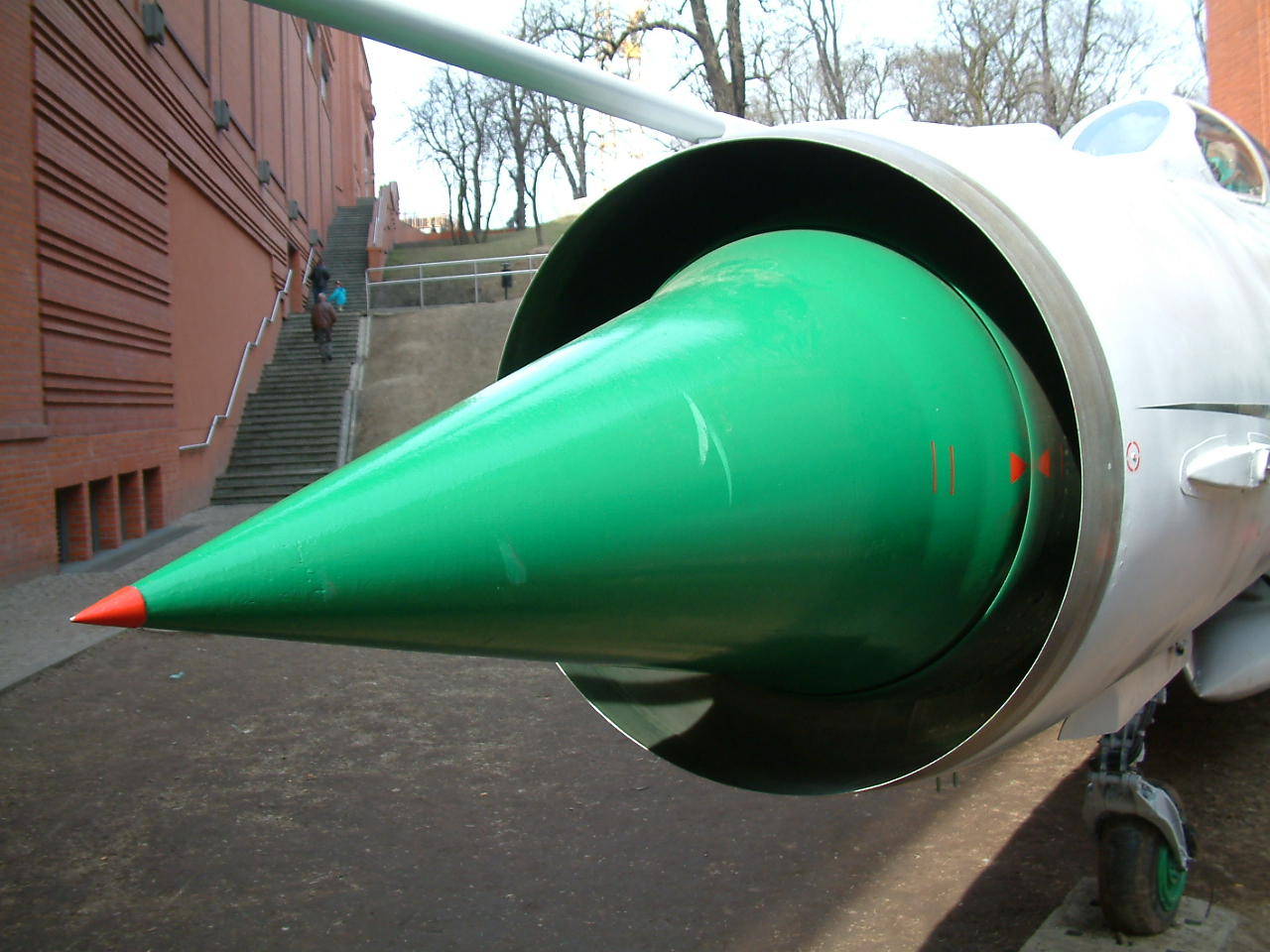
Регулируемый трёхпозиционный конус истребителя МиГ-21ФМ, в котором смонтирована бортовая РЛС

Ко́нус воздухозабо́рника (также называемый генератор скачка) — конструктивный элемент внутри воздухозаборника реактивного самолёта или ракеты, использующийся для регулирования пропускной способности воздухозаборника. Применяется в некоторых летательных аппаратах с ПВРД, таких как Х-61 «Оникс» («Яхонт»), Lockheed D-21, PJ-10 «БраМос». Самолёты с турбореактивным двигателем (МиГ-21, Су-7, SR-71 и др.) также снабжаются конусом воздухозаборника.
Если входное устройство двигателя находится в зоне невозмущённого потока, например, в носовом окончании летательного аппарата, оно исполняется осесимметричным и снабжается центральным телом — длинным выступающим острым конусом, назначение которого состоит в создании во встречном потоке системы косых скачков уплотнения, обеспечивающих торможение и сжатие воздуха ещё до поступления его в канал входного устройства — т. н. внешнее сжатие. Такие входные устройства называются также устройствами конического течения, потому что поток воздуха в них имеет коническую форму. Коническое центральное тело может быть снабжено механическим приводом, позволяющим перемещаться ему вдоль оси двигателя, оптимизируя тем самым торможение воздушного потока на различных скоростях полёта. Такие входные устройства именуются регулируемыми.

## Назначение и работа
Основной целью конуса является замедление сверхзвукового потока воздуха. Регулировка необходима для стабильной работы двигателя. Пропускная способность входного устройства должна соответствовать требуемому расходу воздуха в двигателе в текущий момент времени, иначе возможна нестабильная работа двигателя или его отказ. Изменение угла раствора поверхности торможения приводит к изменению интенсивности торможения потока в воздухозаборнике, а также изменению площади его горла.
При малых сверхзвуковых скоростях приемлемы нерегулируемые воздухозаборники, выполняемые с заостренными входными кромками, на которых возникает локальный присоединенный прямой скачок уплотнения. За таким скачком скорость потока уменьшается до дозвуковой, но она еще слишком велика для компрессора. Дальнейшее замедление происходит в расширяющемся диффузоре. За локальным присоединенным скачком уплотнения скорость воздуха уменьшается до дозвукового значения так же резко, как и за неприсоединённым головным скачком, однако вследствие его локальности большая часть кинетической энергии переходит в статическое давление (остальная преобразуется в тепловую энергию). Тем не менее с увеличением скорости полёта интенсивность скачка и потери в процессе динамического сжатия возрастают, вследствие чего снижается тяга двигательной установки. Поэтому воздухозаборники такого типа применяются в самолётах с максимальной скоростью, не превосходящей числа Маха = 1,5.
При более высоких скоростях хорошая эффективность динамического сжатия потока может быть достигнута только в системе косых скачков уплотнения, для которых характерно меньшее падение скорости и меньшие потери давления. Скорость потока за косым скачком еще остается сверхзвуковой, и если она соответствует числу Маха 1,5-1,7, то дальнейшее торможение потока может происходить в прямом скачке. Дозвуковая скорость за таким скачком уже приемлема для воздушного канала. Двухскачковый воздухозаборник работает эффективно до скорости полета М = 2,2. При дальнейшем увеличении скорости набегающего потока возрастает также число Маха за косым скачком. Если оно превышает 1,5-1,7, то поток воздуха следует дополнительно сжать в еще одном косом скачке, чтобы его скорость перед замыкающим прямым скачком имела приемлемое значение. Воздухозаборник с такой системой скачков называется трехскачковым и может применяться до М ~ 3.
Требуемую систему скачков можно создать путём выдвижения из воздухозаборника вперед элемента с острой вершиной — конуса. Элементы, используемые для создания косых скачков уплотнения, называются генераторами скачков. На вершине конуса при сверхзвуковом полёте образуется присоединенный скачок с углом наклона, зависящим как от угла при вершине тела, так и от числа Маха. Поскольку в косом скачке изменение параметров потока происходит менее резко, чем в прямом, значительно меньше и потери, а тем самым выше создаваемое статическое давление. Статическое давление заторможенного потока тем больше, чем выше скорость полёта и число косых скачков уплотнения, в которых происходит преобразование энергии.

## Галерея

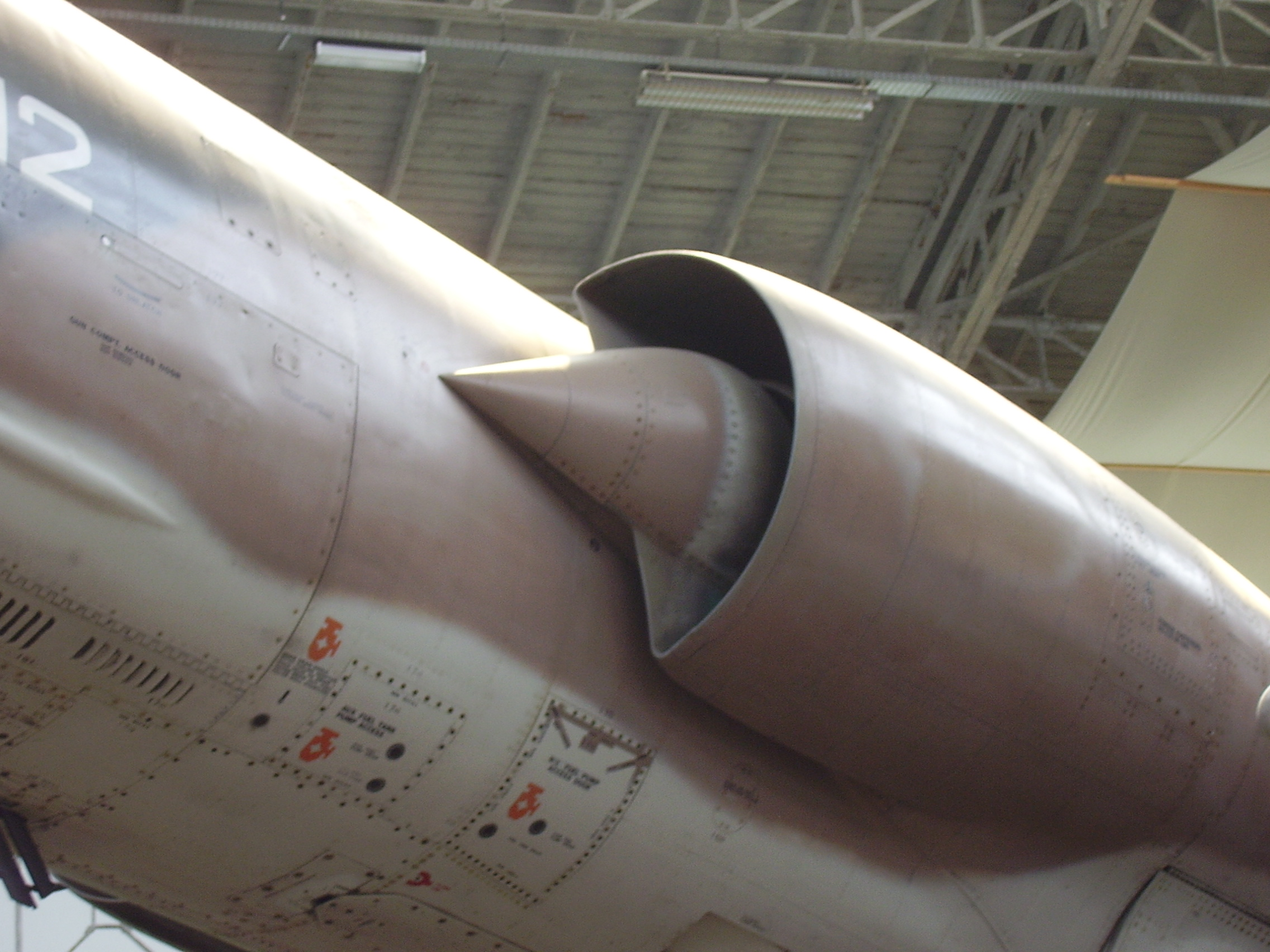
Конус самолёта F-104 регулируется путём перепуска излишнего воздуха
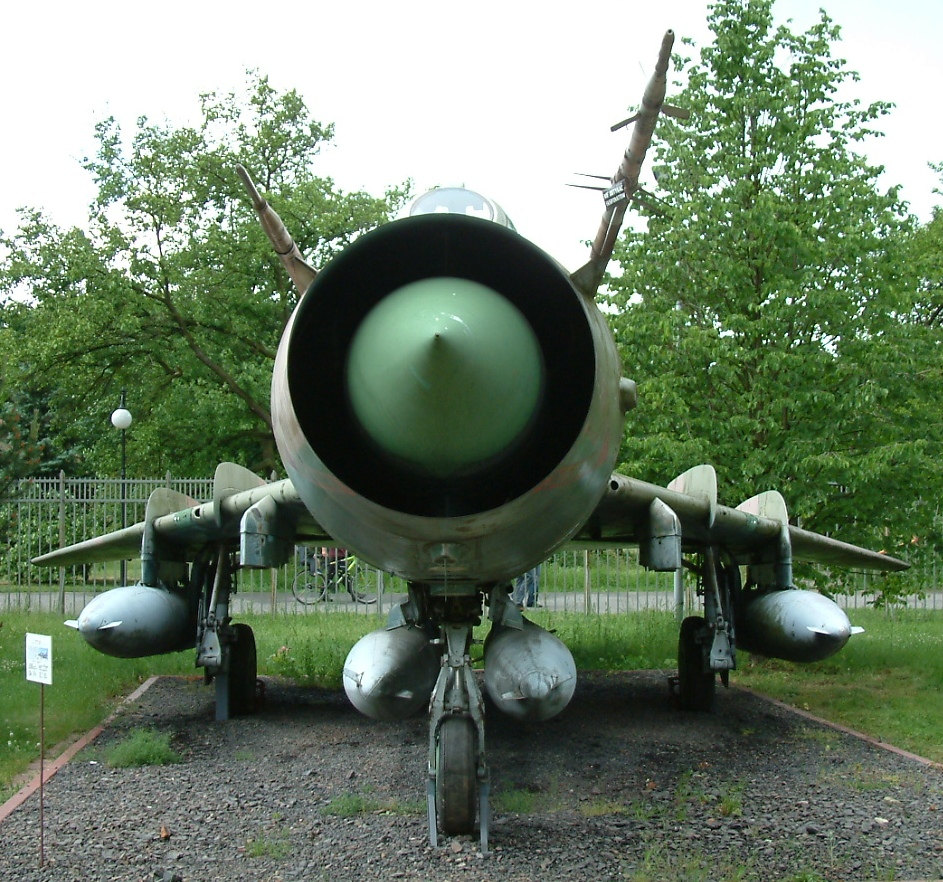
Подвижный центральный конус Су-17 оборудован лазерным дальномером «Фон»
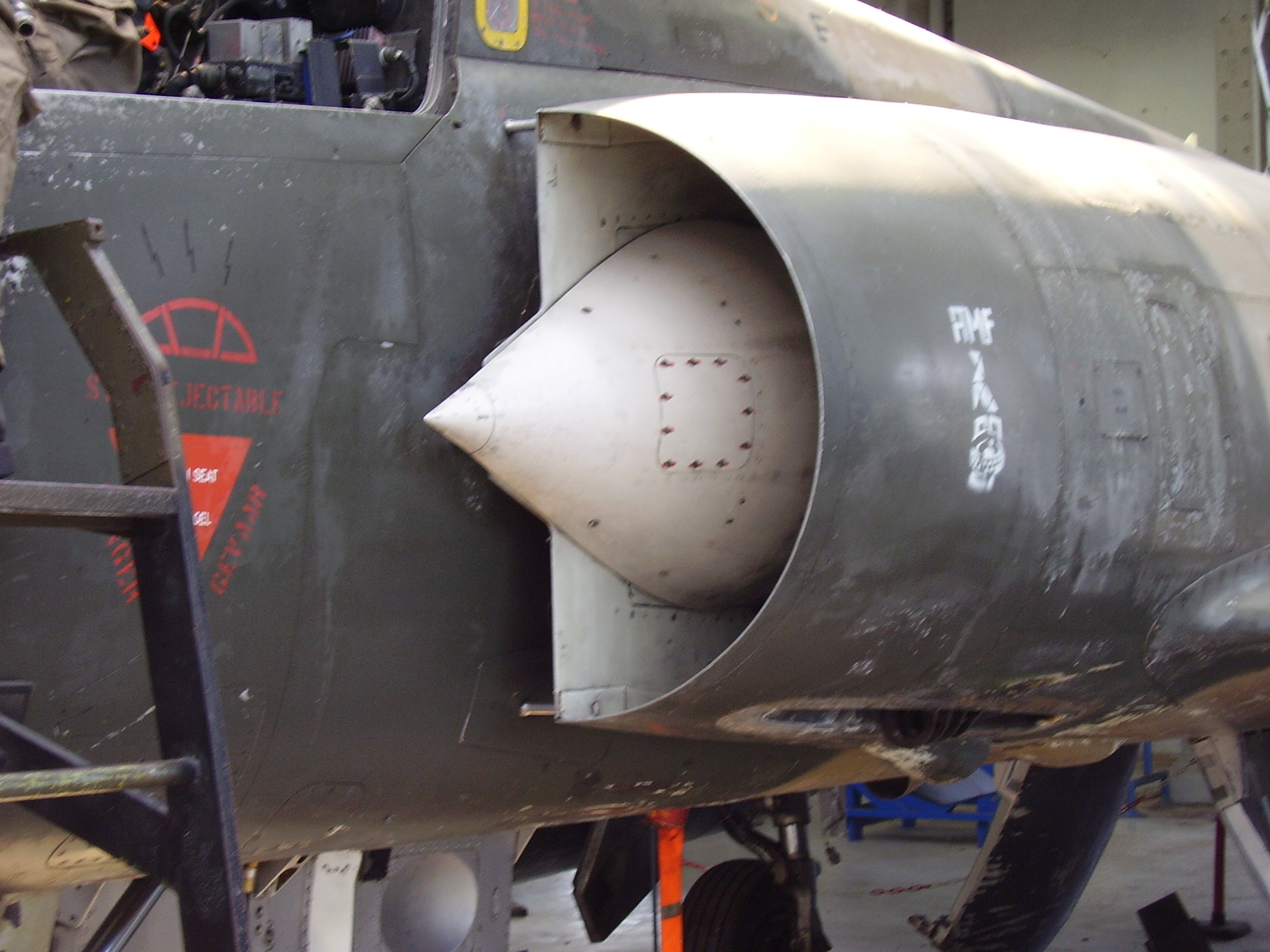
Воздухозаборник с полуконусом на французском Mirage III